# Andreas Frederik Djurhuus
Andreas Frederik Djurhuus, genannt Andreas Post, (* 3. August 1906 in Vágur, Färöer; † 5. Juni 1984) war ein färöischer Postbeamter und Politiker.
Djurhuus ist der Sohn von Jóhanna Frederikka, geborene Kristiansen aus Sumba und Jóan Petur Djurhuus aus Porkeri. Verheiratet war er mit Jacobina Jacobsen aus Vágur.
1933 wurde Djurhuus Leiter der Post in Vágur, er hatte dieses Amt bis 1980 inne. Von den Leuten vor Ort wurde er nur Andreas Post genannt.
1935 bis 1947 war er Vorsitzender des Gemeinderats von Vágur und bis 1963 dessen Mitglied. Als Politiker der Sambandsflokkurin saß er als direkt gewählter Abgeordneter 1943 bis 1945, 1954 bis 1966 und 1970 bis 1974 im Løgting. In den Jahren dazwischen war er Nachrücker für Kristian Djurhuus.